# 板倉浩一
板倉 浩一（いたくら こういち、1979年12月26日 - ）は、日本プロ麻雀協会に所属する競技麻雀のプロ雀士である。プロフレーズは「秘伝！満月リーチ」。栃木県出身。

## 獲得タイトル
- 第四期新人王戦準優勝